# Echinocereeae
Az Echinocereeae tribus a kaktuszformák (Cactoideae) egyik fő fejlődési ágát képviseli, a csoport legjelentősebb fajai Észak- és Közép-Amerika oszlopos termetű kaktuszai, azonban a csoport (főleg ősibb csoportjai) szép számmal képviseltetik magukat Dél-Amerika flórájában is. A tribuson belül két, egymástól függetlenül epifita életmódra áttért csoport is található.
A tribusba zömmel észak- és közép-amerikai elterjedésű fajok tartoznak, míg Dél-Amerikában jelentősen kevesebb, alapi helyzetű genusuk fordul csupán elő, mint a Corryocactus, Pfeiffera, Eulychnia nemzetségek, ami utal arra, hogy kialakulásuk a déli kontinensen ment végbe, de diverzitásuk csak északi terjeszkedésük során nőtt jelentősen. Az alapi csoportba tartozó nemzetségek nem szorosabb rokonai egymásnak, mint a másik két (három) kláddal, kialakulásuk korábban ment végbe, mint a tribus más, jobban diverzifikált csoportjainak szétválása. A kloroplasztisz-szekvenciák rokonsága alapján megállapítható, hogy a dél-amerikai elterjedésű Pfeiffera nemzetség legszorosabb rokonságban a nem epifita életmódú Corryocactus nemzetséggel van. A tribus alapi nemzetségei közé tartozik a Neoraimondia nemzetég is, ahová az Andok néhány hatalmas termetű oszlopkaktusza is tartozik.
Az első kládot (egymással szoros rokonságban álló nemzetségek csoportját) főként Közép-Amerika erdeiben előforduló fatermetű vagy kúszó nemzetségek alkotják. Teljesen epifita életmódú a Strophocactus nemzetség, melyet szintén molekuláris adatok alapján választottak le a Selenicereus nemzetségről, és helyeztek ebbe a tribusba. A rendszerezés problémáját ebben az esetbe az adja, hogy a Hylocereeae tribus és az Echinocereeae tribus Acanthocereus és Strophocactus genusa illetve a Peniocereus nemzetség vízraktározó gyökerekkel és dimorf hajtásokkal rendelkező, gumós raktározó gyökerű Pseudacanthocereus-fajcsoportja (melyet néhány taxonómus önállóan kezel, és ebbe a kládba tartozónak vél) sokkal szorosabb rokonságban látszik állni egymással (Arias et al. [2005] J Plant Res 118:317–328), mint az Echinocereeae tribus más oszlopos, észak- és közép-amerikai nemzetségével (ld.: Klád I nemzetségei). Szigorúan véve tehát a Hylocereeae tribus nem tekinthető önállónak, hanem csupán az Echinocereeae csoport epifita életmódra áttért diverz vonalának, mellyel közeli rokonságban áll az epifita életmódra attól függetlenül áttért Strophocactus-, valamint a hemiepifita bokrokat alkotó Acanthocereus-nemzetség.
A tribuson belül egységes csoportot alkotnak (Klád II) Közép- és Észak-Amerika nagy termetű oszlopkaktuszai, mint a Pachycereus, Neobuxbaumia és Carnegiea nemzetségek. A szintén Észak-Amerikában elterjedt Echinocereus nemzetség (a tribus névadó genusa) szervesen ebbe a sorozatba tartozik, a tribus messze fajokban leggazdagabb genusát alkotják, a legkülönbözőbb éghajlati viszonyokhoz alkalmazkodtak, egyes képviselőik egészen az Amerikai Egyesült Államok északi vidékeiig előforduló (pl. Echinocereus viridiflorus) fagytűrő növényekké alakultak.

## Nemzetségek
Alapi nemzetségek:
- Austrocactus B & R
- Calymmanthium Ritter
- Castellanosia Cardenas
- Corryocactus B & R
- Eulychnia Philips
- Neoraimondia B & R
- Pfeiffera Salm-Dyck

Klád I:

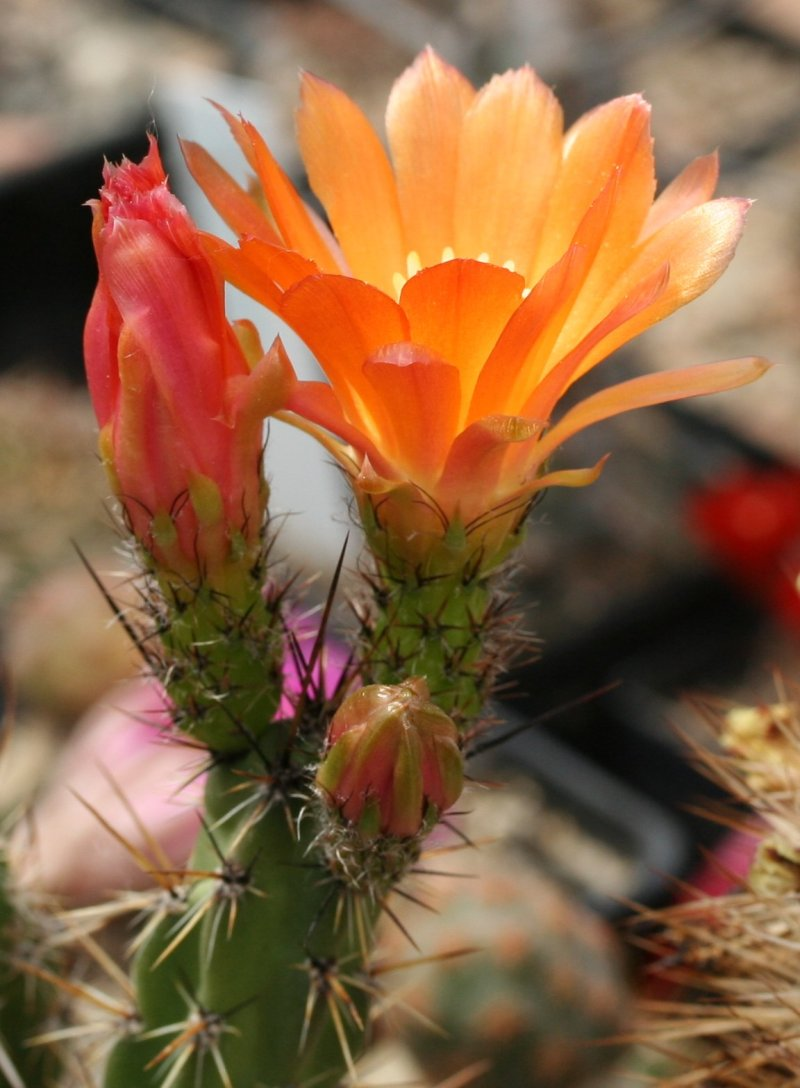
Corryocactus maximus

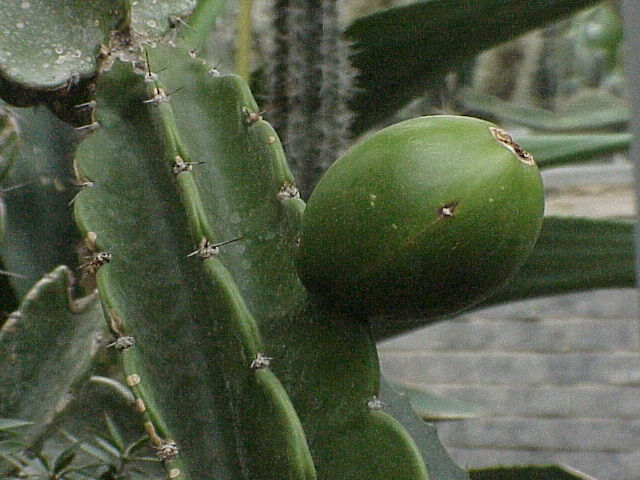
Dendrocereus nudiflorus

- Acanthocereus (Engelmann ex Berger) B & R

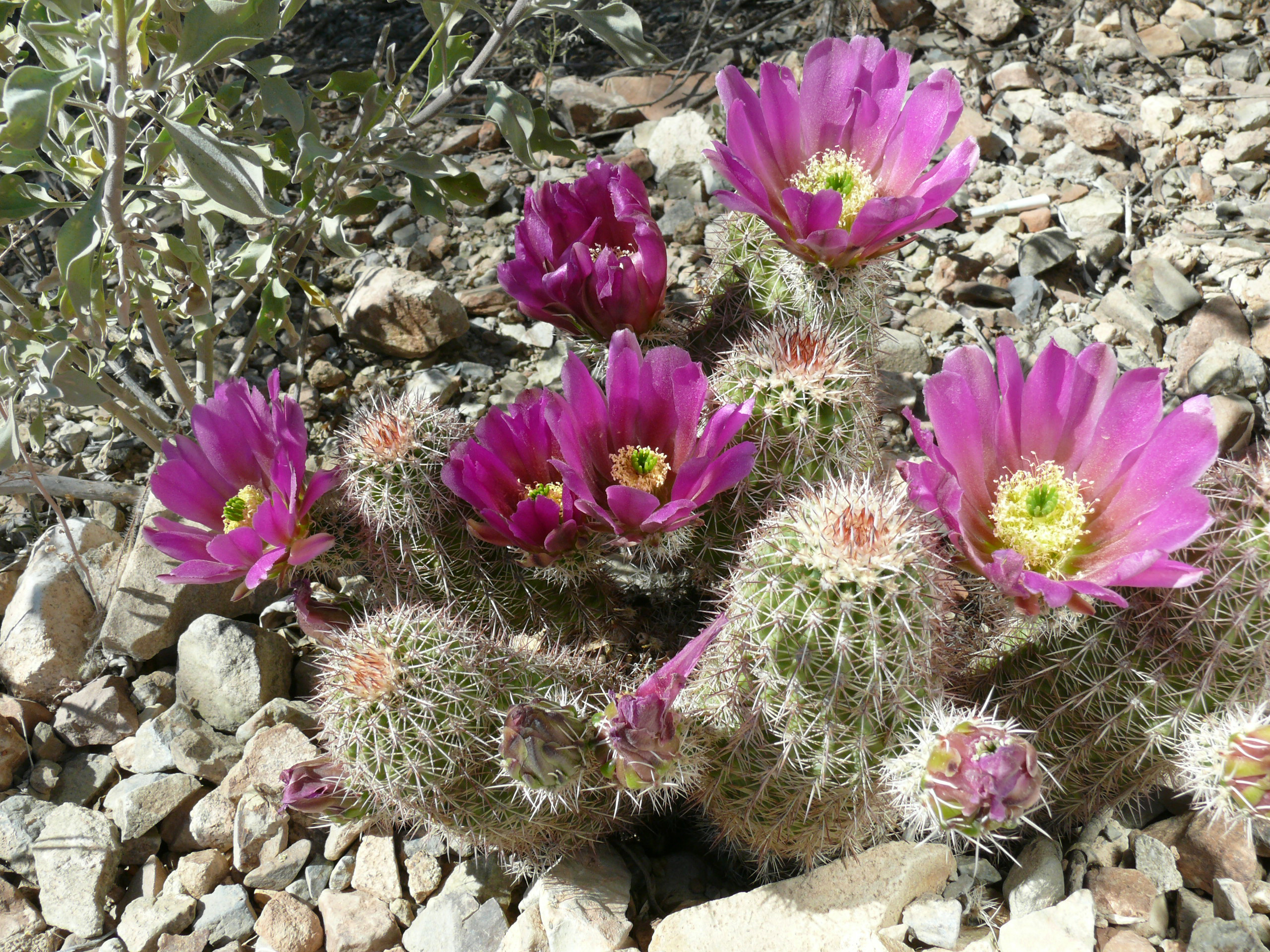
Echinocereus bonkerae

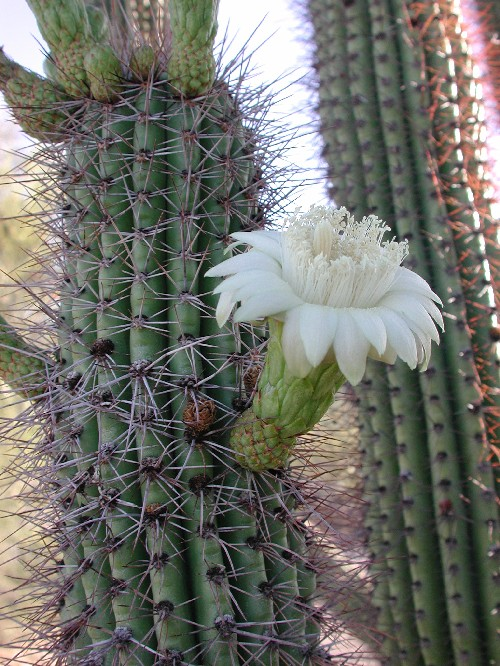
Stenocereus thumberi

- Armatocereus Backeberg
- Dendrocereus B & R
- Leptocereus (Berger) B & R
- Pseudoacanthocereus Ritter
- Strophocactus B & R

Klád II:
- Bergerocactus B & R
- Carnegiea B & R
- Cephalocereus Pfeiffer
- Echinocereus Engelmann
- Escontria Rose
- Jasminocereus B & R
- Myrtillocactus Cons.
- Neobuxbaumia Backeberg
- Pachycereus (Berger) B & R
- Peniocereus (Berger) B & R
- Polaskia Backeberg
- Stenocereus (Berger) Riccardo

Klád III → Hylocereeae